# Буеј Буејо Лак
Буеј Буејо Лак (фр. Boueilh-Boueilho-Lasque) насеље је и општина у југозападној Француској у региону Аквитанија, у департману Атлантски Пиринеји која припада префектури По.
По подацима из 2011. године у општини је живело 353 становника, а густина насељености је износила 20,35 становника/km². Општина се простире на површини од 17 km². Налази се на средњој надморској висини од 227 метара (максималној 263 m, а минималној 117 m).

## Демографија
| 1962. | 1968. | 1975. | 1982. | 1990. | 1999. | 2011. |
| ----- | ----- | ----- | ----- | ----- | ----- | ----- |
| 350   | 347   | 302   | 283   | 323   | 329   | 353   |

График промене броја становника у току последњих година